# Dog Falls (Glen Affric)
Die Dog Falls (schottisch-gälisch Eas a' Choin) sind eine Kaskade kleinerer Wasserfälle im Verlauf des River Affric im Tal Glen Affric in den Highlands in Schottland.
Südöstlich der Dog Falls liegt der kleine See Coire Loch.
Die Höhe der Fälle wird mit lediglich drei Metern angegeben. Die Fälle liegen im Naturschutzgebiet Glen Affric National Nature Reserve sind jedoch touristisch durch Wanderwege erschlossen. Von einem Parkplatz aus führen drei markierte Wanderwege in die unmittelbare Umgebung der Dog Falls. Ein Aussichtspunkt führt bis an die Fälle heran.